# Saint-Paul-des-Landes
Saint-Paul-des-Landes település Franciaországban, Cantal megyében. Lakosainak száma 1538 fő (2022. január 1.). Saint-Paul-des-Landes Ayrens, Crandelles, Lacapelle-Viescamp, Nieudan, Saint-Étienne-Cantalès, Saint-Victor, Teissières-de-Cornet és Ytrac községekkel határos.

## Népesség
A település népessége az elmúlt években az alábbi módon változott:
| Lakosok száma | 615  | 1003 | 1105 | 1332 | 1528 | 1539 | 1534 | 1539 | 1536 | 1538 |
|               | 1968 | 1982 | 1990 | 2006 | 2013 | 2015 | 2017 | 2019 | 2020 | 2022 |